# Успенское (Ульяновская область)
Успенское — созданное в 2021 году село в Старомайнском районе Ульяновской области России. На территории Жедяевского сельского поселения.

## География
Село Успенское находится на берегу реки Майна (Старомайнский залив Куйбышевского водохранилища) и Клюквенного залива, в 1 км от р. п. Старая Майна, в 70 км от Ульяновска.

## История
В 1904 году, по ходатайству жителей Старой Майны, распоряжением самарского епископа Гурия (Буртасовский), в память царя-освободителя Александра II, для возношения молитв об его упокоении, было открыто подворье Раковского Свято-Троицкого монастыря. После революции подворье у Старой Майны было преобразовано в трудовую общину. В 1928 году он был закрыт, а монастырские постройки были перенесены в Старую Майну.
В 2007 году с благословения Архиепископа Симбирского и Мелекесского Прокла на живописном берегу Волжского залива, напротив Старой Майны, началось строительство первого в регионе агро-туристического комплекса «Русский берег». В этом же году здесь началось строительство нового храма в честь Успения Пресвятой Богородицы (приписан к Богоявленскому храму (Старая Майна)), который и дал название селу — Успенское. 10 августа 2011 года, в день освящения храма,  здесь прошла первая Божественная Литургия.
12 ноября 2020 года в Законодательное собрание Ульяновской области был внесён законопроект о создании нового населённого пункта — село Успенское. 12 февраля 2021 года Распоряжением Правительства Российской Федерации № 316-р образован новый населённый пункт — село Успенское.

## Население
| 2010 |
| ---- |
| 15   |

- На 1919 год в монастыре жило 86 человек[5].
- На 1928 год, в Ст.-Майнской Трудовой общине (коммуна), жило: 4 мужчины и 74 женщины[10].
- На 1930 год в колхозе «Молодая Гвардия», в 30 домах жило 116 человек[11].
- На 2010 год — 15 человек[12].

## Достопримечательности
- 19 июня 2018 года на территории экопарка «Русский берег» открылась скульптура Святой Троицы[13].
- Рядом с храмом, на месте погоста, где захоронены монахини, установлен поклонный крест[7].

## Факты
- 11 мая 1902 г. здесь была обретена чудотворная икона Божией Матери «Казанская», ныне хранится в Богоявленском храме села Старая Майна[14].
- Несколько лет подряд на «Русском берегу» проходят православные лагеря для детей и подростков: в 2010 году здесь был областной слёт православной молодежи, в 2011 году — впервые прошли международные форумы с участием представителей более чем 20 стран мира[7].

- В 2012 году здесь был снят фильм «Русь от заката до рассвета» («Русы») [7][15].
- В 2021 году в селе Успенское началось создание молодежного города будущего стран БРИКС[16];
- С 2025 года село Успенское, в котором планируется реализация проекта «Русский берег», может стать кооперативной столицей России[17].